# قلعه‌طوفانی
قلعه‌طوفانی (به انگلیسی: Castle storm) از بازی‌های ترکیبی شرکت بازی سازی Zen است که نسخه اول این بازی در سال ۲۰۱۳ و نسخه دوم پس از هفت سال در سال ۲۰۲۰ عرضه شد. نسخه اول شامل دو بسته الحاقی است و برای نسخه دوم فعل حال بسته الحاقی منتشر نشده‌است.

## توضیحات تکمیلی

### گرافیک
گرافیک نسخه اول قابل قبول بوده ونسخه دوم نیز به دلیل استفاده از موتور انریل انجین ۴(تحسین شده) گرافیک بالای دارد از دیگر بازی‌های که با این موتور ساخته شده می‌توان به مورتال کمبت ۱۱ اشاره کرد. از دیگر مسائل می‌توان گفت که رنگبندی و خوب و طبیعی اعمال شده.

### فضا سازی
رنگ‌بندی ارتقا یافته نسخه دوم بهبودیافته و خیلی پیشرفت کرده نسخه اول فضای یخ زده زمستانی دارد چراکه در سرزمین شمالی جریان دارد همچنین سرزمین کوهستانی نیز بسیار با جزئیات آفریده شده سرزمین پادشاهی شامل چند فضای جالب است سرزمین تاریکی که در نسخه دوم است بسیار جالب آفریده شده.

### توضیحات جانبی
نسخه اول بازی شامل دو کمین اصلی و دو کمپین هم مربوط به بسته الحاقی است. نسخه دوم نیز فعل حال بسته الحاقی دارا نیست نسخه اول در رابطه با وایکینگ‌ها نسخه دوم نیز در رابطه با مردگان متحرک (زامبی)ها است.

## گیم پلی
به دلیل استفاده از استراتژی ترکیبی دربازی شما می‌توانید بازی را به سه صورت:استراتژی همزمان، استراتژی نوبتی ونقش آفرینی بازی کنید. شما می‌تواند به صورت استراتژیک با ژوبین غول پیکر دشمنان خود را نابود کرده و قلعه دشمن را نابود کنید. در غیر این صورت با یکی از این قهرمان‌های بازی تمام کنترل گرفته ودشمنانتان را نابود کنند. همچنین می‌تواند قلعه ساخته و از نقشه بازی استفاده کنید چراکه نقشه در بازی استراتژیک ترکیبی بسیار مهم است. همچنین شما می‌توانید علیه دشمن حرکت کنید و ارتش خود را حرکت کنید. و در نسخه دوم قابلیت ساخت اردوگاه وتصرف قلعه‌های دشمن ساخت قلعه نیز از دیگر مسائل قابل استفاده در نسخه دوم می‌باشد. تاور دیفنس یا دفاع از قلعه از دیگر حالت‌های این بازی می‌باشد. همچنین به غیر از کمپین‌های بازی حالت اسکریمش، سرویال، وهیرو سرویال نیز در این بازی حالت مولتی پلر به شکل آنلاین و لوکال نیز وجود دارد.

## خلاصه داستان

### نسخه اول
کمپین تلاش پادشاهی :در واقع دنیای بازی ترکیب از دوران قرون وسطی ودوران رنسانس است. همچنین از بعضی از وسایل پسا رنسانس نیز در بازی وجود دارد شخصیت اصلی بازی شخصی به نام سرگرت است ودر واقع دشمن وایکینگ‌های است که از سرزمین شمالی (نورس) به طرف پادشاهی حرکت کرده وقصد تصرف پادشاهی رادارند…
کمپین به سرزمین وایکینگ‌ها خوش آمدید:داستان مدتی پس از این که گرت متوجه می‌شود که برخی از وایکینگ‌ها قصد شورش علیه فرمانروایی ظالم رمبرون را دارند. وبا شخصی به نام فریا آشنا می‌شود که به همراه کاپیتان خود واعضای وایکینگ‌های شورشی تصمیم به نابودی چیف رمبرون فرمانروای وایکینگ هارا دارند گرت تصمیم میگرد که کمک کند…
کمپین رها شده (بسته الحاقی اول):داستان پس از مرگ گرت رخ می‌دهد. وپادشاه تصمیم میگرد که شخصی را به عنوان قهرمان سلطنتی (فرمانده کل گارد سلطنتی)انتخاب کند ودراین میان شخصی که روی خود را پوشانده وارد نبرد می‌شود ودرنهایت پیروز میدان گشته. وهمه متوجه می‌شوند که او فرزند گرت است ونامش گویین می‌باشد بدین ترتیب پادشاه لقب سر راه به او اعطا مکند و او رابه عنوان قهرمان سلطنتی منصوب می‌کند…
کمپین ملکه ای جنگجو (بسته الحاقی دوم):این داستان خط موازی از بسته الحاقی اول می‌باشد وادامه ای در حال حاضر ندارد. داستان زمانی آغاز می‌شود که گرت به صورت روح پیش فریا رفته وپتک جدیدی به او هدیه می‌دهد در واقع فریا دراین بخش زندانی شده وبا استفاده از پتک دشمان را شکست می‌دهد وخود را آزاد می‌کند…

### نسخه دوم
کتاب (کمپین) شوالیه‌ها ومردگان متحرک:نسخه دوم در واقع ادامه بسته الحاقی اول است. همچنین در نسخه دوم وایکنیگ‌ها دیگر وجود ندارند. مدتی از شکست وایکینگ‌ها ومرگ فرمانروا رمبرون می‌گذرد و وایکینگ‌ها با گویین به صلح می‌رسند اما اتفاقات عجیبی رخ می‌دهد وشخصی اهریمنی مردگان را زنده کرده وتصمیم به فتح روشنایی وفرمانروایی بر کل قلمروها راخواستار است. شب هنگام قلمرویی عظیمی را تصرف کرده وبه نزدیکی پل‌ها می‌رسد گویین تصمیم میگرد که جلوی او به ایستد…
کتاب (کمپین) شاهزاده تاریکی:این داستان ادامهٔ کمپین اول هست یک شاهزاده ومپایر به نام لونا تصمیم میگرد که به ارتش تاریکی بپیونند وپیروزی به دست آورده وبر تمام قلمروها حکومت کند. علت این کار او شکست خوردن ارتش تاریکی در مقابل گویین است…